# ANCHOR (エンターテインメント企業)
株式会社aNCHOR（アンカー、英: aNCHOR Inc.）は、ゲームソフトウェア・アニメーション・模型作品の企画・制作・販売などを主な事業とする日本のエンターテインメント企業。エイベックス・ピクチャーズ株式会社の連結子会社。

## 概要
2011年5月、吉宗綱紀及びアージュ作品のライセンス管理を行うため、株式会社イクストル（英: ixtl Inc.）として設立され、株式会社アシッドと著作権譲渡契約を締結し、株式会社MAGES.の特別顧問（当時）である中西孝が、代表取締役に就任した。そのため、アシッドは吉宗綱紀を含む3人のみとなっており、その他の社員はイクストルに異動している。
その後、2017年7月に入り、アニメーション制作で関わりのあったエイベックス・ピクチャーズが大半の発行済み株式を取得し、同社の子会社となる。2018年4月に中西が代表取締役を退任し、取締役の岩永朝陽が昇格する形で就任、同年6月7日付で現商号に変更した。2022年6月に岩永が退任し、代表取締役に前野展啓が就任。

## 沿革
- 2011年5月 - 東京都千代田区において株式会社イクストルを設立
- 2012年2月 - 杉並区本天沼に本社を移転
- 2013年
  - 3月 - 杉並区上荻に本社を移転
  - 8月 - 資本金を1,000万円に増資
  - 11月 - 資本金を3,000万円に増資
- 2014年 - 文化放送とグッドスマイルカンパニーが資本参加、それぞれ発行済み株式の20%を所有する[5]。
- 2016年2月 - 千代田区外神田に本社を移転
- 2017年7月 - エイベックス・ピクチャーズが発行済み株式の90%を取得し子会社（エイベックス・グループ・ホールディングスの孫会社）化する[5][6]
- 2018年
  - 4月 - 代表取締役が岩永朝陽に交代
  - 5月 - THINKRを子会社化[7][注 1]
  - 6月7日 - 商号を株式会社anchorに変更
  - 11月 - 世田谷区池尻に本社を移転
- 2019年7月 - 商号を株式会社aNCHORに変更
- 2022年6月 - 代表取締役が前野展啓に交代[4]
- 2023年4月 - 港区三田に本社を移転[8]

## アニメ
- トータル・イクリプス（2012年、共同制作：サテライト）
- シュヴァルツェスマーケン（2016年、共同制作：LIDENFILMS）
- ネコぱらOVA（2017年、共同制作：FelixFilm）
- マブラヴ オルタネイティヴ（2021年 - 2022年、アニメーション制作：FLAGSHIP LINE、ゆめ太カンパニー×グラフィニカ）

## ゲーム
- 2011年10月 - Xbox 360用ゲームソフト『マブラヴ』『マブラヴ オルタネイティヴ』を5pb.より発売
- 2012年
  - 3月 - PC用ゲームソフト『マブラヴ オルタネイティヴ クロニクルズ 03』を発売
  - 10月 - PlayStation 3用ゲームソフト『マブラヴ』『マブラヴ オルタネイティヴ』を5pb.より発売
- 2013年
  - 5月 - PlayStation 3／Xbox 360用ゲームソフト『マブラヴ オルタネイティヴ トータル・イクリプス』を5pb.より発売
  - 9月 - PC用ゲームソフト『マブラヴ オルタネイティヴ クロニクルズ 04』を発売
- 2014年
  - 4月 - PlayStation 3用ゲームソフト『マブラヴ photonflowers*』を5pb.より発売
  - 8月 - PlayStation 3用ゲームソフト『マブラヴ photonmelodies♮』を5pb.より発売
  - 9月 - PC用ゲームソフト『マブラヴ オルタネイティヴ トータル・イクリプス』を発売
- 2015年
  - 2月 - モバイルゲーム『マブラヴ オルタネイティヴ ネクストアンサー』をmobageより配信
  - 11月 - PC用ゲームソフト『シュヴァルツェスマーケン 紅血の紋章』を発売
- 2016年
  - 1月 - PlayStation Vita用ゲームソフト『マブラヴ』『マブラヴ オルタネイティヴ』を5pb.より発売
  - 7月 - PC用ゲームソフト『マブラヴ』英語版をSteamにて配信開始
  - 9月 - オンラインゲーム『マブラヴ オルタネイティヴ ストライク・フロンティア』をDMM GAMESより配信
  - 10月 - PC用ゲームソフト『シュヴァルツェスマーケン 殉教者たち』を発売
- 2017年9月 - PC用ゲームソフト『マブラヴ オルタネイティヴ』英語版をSteamにて配信開始

## タレントマネジメント
- 吉田有希（アイドル・歌手、2013年 - ）

## 主要取引先
- アイオウプラス
- アマニタ
- KADOKAWA
- グッドスマイルカンパニー
- SANKYO
- SEKAI PROJECT
- 創通
- EXNOA
- テレビ東京
- Tokyo Otaku Mode
- 文化放送
- MAGES.

ほか